# Reggae Night
«Reggae Night» es un sencillo del artista jamaiquino de reggae Jimmy Cliff, incluido en su álbum de estudio The Power and the Glory de 1983. Fue lanzado por el sello discográfico Columbia Records en los Estados Unidos, Canadá y México, y en la mayoría de los países europeos por CBS Records.
Escrita por Amir Bayyan y La Toya Jackson, se convirtió en un éxito internacional para Jimmy Cliff, alcanzando el número 1 en Nueva Zelanda, el 2 en Sudáfrica, el 3 en Países Bajos y el 5 en Bélgica. Llegó al top 10 en varios países de Europa y Sudamérica. 
Fue nominada al premio de Mejor Grabación de Reggae en la 27ª edición de los Premios Grammy en febrero de 1985.

## Lista de canciones
sencillo de 7" (CBS – CBSA 3849)
1. "Reggae Night" – 3:58
2. "Roots Radical" – 4:25

maxi de 12" (CBS – XSSC 5541)
1. "Reggae Night" (Remix) –5:38
2. "Reggae Night" (instrumental) – 5:38

## Posicionamiento en listas
| Listas (1983–1984)                           | Máxima posición |
| -------------------------------------------- | --------------- |
| Alemania (Offizielle Deutsche Charts)        | 35              |
| Bélgica (Flandes) (Ultratop 50)              | 5               |
| Bélgica (VRT Top 30 Flanders)                | 4               |
| Canadá (RPM Top Singles)                     | 40              |
| Colombia (AP)                                | 4               |
| Estados Unidos (Billboard Hot Black Singles) | 89              |
| Países Bajos (Dutch Top 40)                  | 3               |
| Países Bajos (Mega Single Top 100)           | 6               |
| Nueva Zelanda (Recorded Music NZ)            | 1               |
| Sudáfrica (Springbok Radio)                  | 2               |

## Otras versiones
La canción ha sido versionada por varios artistas, incluida La Toya Jackson, quien coescribió la canción, en su álbum No Relations. El grupo alemán de eurodance Beat System lanzó su versión en 1996 que alcanzó el top 40 en Bélgica. 